# 람보르기니 실루엣
람보르기니 실루엣 P300(Lamborghini Silhouette)은 이탈리아의 자동차 제조업체 람보르기니가 만든 스포츠 자동차이다. 2도어, 2시트에 엔진은 가로로 돌려 중앙에 배치했고 후륜구동 자동차이다. 1976년과 1979년, 3년간 적은 수가 생산됐다.
람보르기니 우라코를 기반으로 이탈리아의 카로체리아 베르토네가 역동적인 스타일링을 담당해 1976년, 제네바 오토쇼에서 공식적으로 데뷔했다. 우라코와 반대로 각이 진 스타일링이 성공한 사례로 알려진다. 실루엣은 람보르기니가 최초로 타르가 지붕 기술을 채택한 자동차이다. 후에 실루엣은 람보르기니 잘파로 대체되는데, 잘파와 실루엣은 비슷한 생김새를 하고 있다. 알루미늄 합금으로 만들어진 3.0리터(총 배기량 2995 cc) 람보르기니 V8 엔진을 가로로 돌려서 자동차의 중앙에 배치했다. 1976년부터 1979년까지 3년 동안 총 54대를 만들었으며, 이 중 12대는 우핸들 버전이다. 현재는 31대의 차가 온전한 상태로 굴러다니고 있다.
람보르기니가 밝힌 공식적인 주행 성능은, 0 - 100 km (62 mph) 가속이 6.5초이며 0 - 160 km (100 mph) 가속은 16.1초이다. 최고 속도는 260 km/h (160 mph)이다.